# Текаль
Текаль — река в России, протекает по Башкортостану. Устье реки находится в 6 км по правому берегу реки Бердяш. Длина реки составляет 19 км, площадь водосборного бассейна 60 км².

## Данные водного реестра
По данным государственного водного реестра России относится к Уральскому бассейновому округу, водохозяйственный участок реки — Большой Ик. Речной бассейн реки — Урал (российская часть бассейна).
Код объекта в государственном водном реестре — 12010000612112200005750.